# Big Hit Music
Pour les articles homonymes, voir Big Hit.
Big Hit Music (hangeul: 빅히트 뮤직) est un label discographique sud-coréen fondé originellement le 1er février 2005 par Bang Si-hyuk. Ce label est établi en 2021 à la suite de la restructuration d'entreprise de Big Hit Entertainment. Il est détenu par Hybe Corporation mais opère indépendamment dans les domaines de la production musicale, de la gestion des artistes et de la communication avec les fans.
Big Hit Music est connu pour être le label du groupe à renommé mondial BTS et du groupe TXT.

## Artistes

### Groupes
- BTS
- TXT

### Solistes
- Lee Hyun / Midnatt

## Anciens artistes
- K.Will (2005—2007)
- 2AM (2010–2014; co-managés avec JYP Entertainment)
- 8Eight (2007–2014; co-managés avec Source Music)
- Glam (2012–2015; co-managés avec Source Music)
- Lim Jeong-hee (2012—2015)
- Homme (2010—2018)